# Prädikatsexamen
Der Begriff Prädikatsexamen wird in Deutschland uneinheitlich verwendet vor allem für Notenstufen juristischer Abschlussprüfungen.

## Rechtswissenschaft
Der Begriff „Prädikatsexamen“ ist gesetzlich nicht definiert, wird aber in Deutschland fachsprachlich verwendet für die Ergebnisse der Ersten juristischen Prüfung und der Zweiten juristischen Staatsprüfung überwiegend ab einer Bewertung mit „vollbefriedigend“, in manchen Bundesländern aber bereits ab „befriedigend“, wie etwa in Bayern oder Sachsen. Nach der von Null bis 18 Punkten reichenden Notenskala gemäß § 2 der „Verordnung über eine Noten- und Punkteskala für die erste und zweite juristische Prüfung“ wird ein Prädikatsexamen somit ab 9,00 Punkten („vollbefriedigend“) bzw. 6,50 Punkten („befriedigend“) erreicht.

## Wirtschaftswissenschaften
Die Promotionsordnung der Fakultät für Wirtschaftswissenschaft der Universität Magdeburg nennt als Zulassungsvoraussetzung für Bewerber mit einem akademischen Abschluss auf dem Gebiet der Wirtschaftswissenschaften ein „Prädikatsexamen (mindestens gut)“ oder den Abschluss eines rechtswissenschaftlichen Studiums mit der Ersten juristischen Prüfung mit „Prädikat (mindestens befriedigend)“.

## Frankreich
In Frankreich werden überdurchschnittliche akademische Abschlüsse (einschließlich des Baccalauréat, das dem Abitur oder der Matura entspricht) ab 12 von 20 erreichbaren Punkten mit einer mention versehen. Es gibt die mention assez bien (befriedigend; 12 bis unter 14 Punkte), mention bien (gut; 14 bis unter 16 Punkte) und mention très bien (sehr gut; 16 bis 20 Punkte). Im Jahr 2019 erhielten rund 26 % der Absolventen des Baccalauréat die mention assez bien, 14 % die mention bien und 7 % die mention très bien. Als höchste Auszeichnung kann ab 18 Punkten – im Ermessen des Vorsitzenden der Prüfungskommission – der Zusatz félicitations du jury („Glückwünsche der Prüfungskommission“) vergeben werden.
An französischen Grandes Écoles wie der Sciences Po und der HEC Paris werden anstelle der üblichen Prädikatsexamens-Bezeichnung die Abschlusszusätze „Graduated with Honors“ (auch „cum laude“) und „Graduated with Highest Honors“ (auch „summa cum laude“) verwendet. Unabhängig von der tatsächlichen Abschlussnote werden dabei „Honors“ an die besten 5 %, „Highest Honors“ an die besten 2 % der Absolventen jedes Jahrgangs vergeben. Zusätzlich werden durch viele Hochschulen auch während des Studiums „Exzellenzlisten“ herausgegeben, in denen die besten Studenten der einzelnen Programme auch vor Erhalt des eigentlichen Abschlusszeugnisses namentlich erwähnt und somit öffentlich gemacht werden.